# Batalla por el Campo Henderson
La batalla por el Campo Henderson, llamada por los japoneses como batalla de Lunga Point (en alguna bibliografía se denomina aeródromo Henderson), fue librada entre el 23 de octubre y el 26 de octubre de 1942 en la isla de Guadalcanal (Islas Salomón) entre la Armada Imperial Japonesa, en conjunto con el Ejército Imperial Japonés, contra las fuerzas aliadas —compuestas principalmente por marines y el Ejército de los Estados Unidos— en el contexto de la Guerra del Pacífico durante la Segunda Guerra Mundial. Los enfrentamientos fueron navales, aéreos y terrestres, y la batalla fue la tercera de las tres grandes ofensivas terrestres conducidas por los japoneses durante la campaña de Guadalcanal.
En la batalla, el Cuerpo de Marines y el Ejército de Estados Unidos, que se encontraban bajo el mando del mayor general Alexander Vandegrift, repelieron con éxito un ataque del 17.º Ejército japonés, comandado por el teniente general Harukichi Hyakutake. Las fuerzas estadounidenses estaban defendiendo en Guadalcanal el perímetro de Lunga, el cual alojaba al Campo Henderson, un aeródromo que los aliados habían capturado a los japoneses con anterioridad mediante desembarcos en la isla el 7 de agosto de 1942. Las tropas del general Hyakutate fueron enviadas a Guadalcanal en respuesta a los desembarcos aliados con la misión de reconquistar el aeródromo y expulsar a las fuerzas aliadas de la isla.
Los soldados del general Hyakutake lanzaron numerosos asaltos durante tres días en varias localidades en los alrededores del perímetro de Lunga, pero todos fueron repelidos con grandes pérdidas para Japón. Al mismo tiempo, los aviones aliados del Campo Henderson defendieron las posiciones estadounidenses en Guadalcanal de los ataques por las fuerzas navales japonesas.
La batalla fue la última ofensiva terrestre de las fuerzas japonesas en Guadalcanal. Después de que fallara el envío de refuerzos durante la batalla naval de Guadalcanal en noviembre de 1942, Japón reconoció su derrota en la lucha por la isla y evacuó con éxito a muchas de las tropas restantes en la primera semana de febrero de 1943, en lo que se conoce como Operación Ke.

## Antecedentes

### Campaña de Guadalcanal
El 7 de agosto de 1942 las fuerzas aliadas, principalmente estadounidenses, desembarcaron en Guadalcanal, Tulagi y las islas Florida en las Islas Salomón, dando inicio a la llamada Campaña de Guadalcanal, que duraría seis meses. El objetivo era impedir que los japoneses las utilizaran como bases y amenazaran las rutas comerciales entre los Estados Unidos y Australia, y para utilizarlas como puntos de partida de una campaña destinada a aislar la principal base japonesa en Rabaul.
Las tropas aliadas tomaron por sorpresa a los japoneses: al caer la noche el 8 de agosto, una fuerza de 11 000 soldados aliados, al mando del mayor general Alexander Vandegrift y compuesta en su mayoría por marines estadounidenses, habían asegurado Tulagi y unas pequeñas islas próximas, así como un aeródromo que se estaba construyendo en Punta Lunga, Guadalcanal. Este aeródromo fue denominado Campo Henderson por las fuerzas aliadas. A los aviones aliados que posteriormente operarían en el campo de aviación, se les conocía como Cactus Air Force (CAF), derivado del nombre en clave que dieron los aliados a Guadalcanal, Cactus Express. Para proteger el campo de aviación, los marines establecieron un perímetro de defensa alrededor de Punta Lunga.
En respuesta a los desembarcos aliados en Guadalcanal, el Cuartel General Imperial japonés asignó al 17.º Ejército Imperial japonés, reforzado con un Cuerpo de ejército de su base en Rabaul y bajo el mando del teniente general Harukichi Hyakutake, la tarea de reconquistar Guadalcanal. A partir del 19 de agosto distintas unidades del 17.º Ejército comenzaron a llegar a Guadalcanal con el objetivo de expulsar a las fuerzas aliadas de la isla.

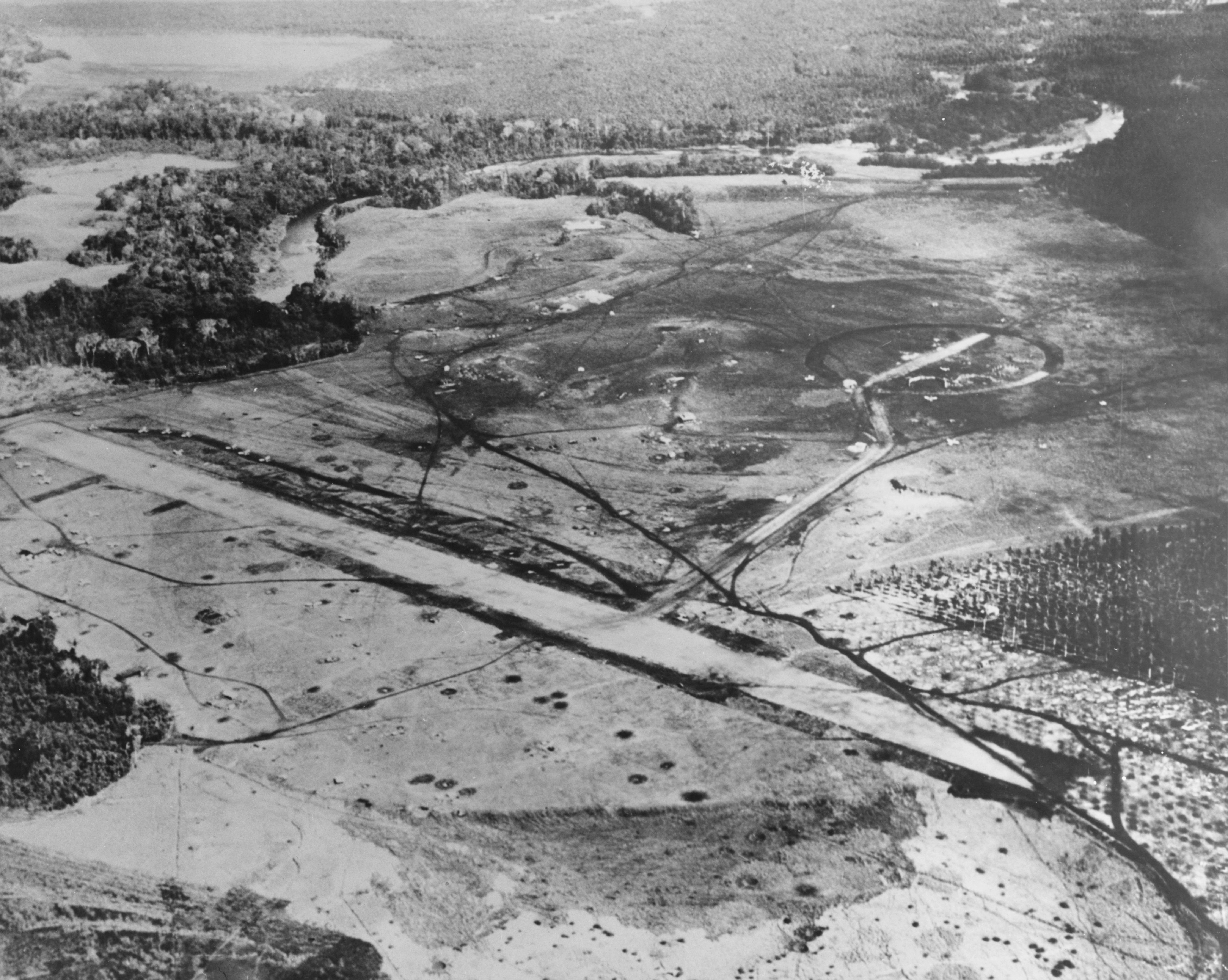
Campo Henderson, Guadalcanal a finales de agosto de 1942.

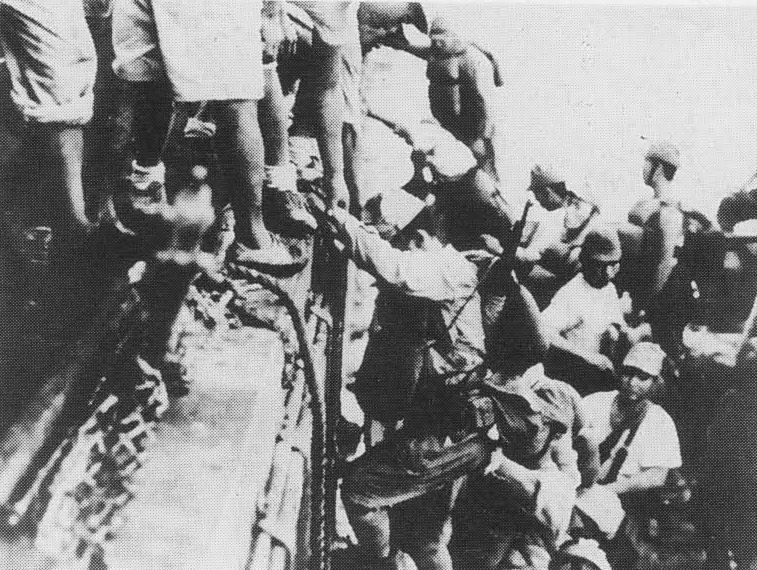
Soldados japoneses embarcando en uno de los barcos que formaba parte del Tokyo Express.

Debido a la amenaza de los aviones de la CAF que tenían su base en Campo Henderson, los japoneses no pudieron utilizar sus grandes barcos de transporte, debiendo emplear los buques de guerra para transportar tropas y suministros a la isla desde sus bases en Rabaul y en las islas Shortland. Los buques, principalmente los cruceros ligeros y destructores de la 8.ª Flota de la Armada Imperial Japonesa a las órdenes del vicealmirante Gunichi Mikawa, eran capaces de hacer el viaje de ida y vuelta a Guadalcanal durante la noche utilizando el estrecho de Nueva Georgia, reduciendo así al mínimo su exposición a los ataques aéreos, pero fueron insuficientes para transportar la mayor parte del equipo (artillería pesada, vehículos) e incluso suministros, por lo que los soldados japoneses pudieron contar sólo con el avituallamiento y municiones que llevaban consigo. Los estadounidenses emplearon el nombre en clave de Tokyo Express para referirse a estas misiones, mientras que los japoneses los llamaban Transporte de ratas (Rat Transportation, en inglés).
El 21 de agosto, una fuerza de 917 hombres fue derrotada en la batalla de Tenaru, lo que significó el primer fracaso en los intentos japoneses por recuperar el Campo Henderson. La siguiente ofensiva fue llevada a cabo del 12 al 14 de septiembre por 6000 soldados al mando del general Kiyotake Kawaguchi, pero fueron vencidos en la Batalla del Edson Ridge, reagrupándose al oeste del río Matanikau.
El general Hyakutake y sus hombres comenzaron a prepararse para una nueva intentona por recuperar el Campo Henderson. La Armada Imperial Japonesa prometió apoyar la próxima ofensiva transportando las tropas, equipos y suministros necesarios a la isla, y el envío de buques de guerra para bombardear el aeródromo. Cuando los japoneses se reagruparon, las fuerzas estadounidenses se concentraron en apuntalar y fortalecer sus defensas en Lunga. El 18 de septiembre, un convoy naval aliado desembarcó 4157 hombres del 7.º Regimiento de Marines, parte de la 3.ª Brigada Provisional de Marines, tropas de la guarnición de Samoa. Con la llegada de estos refuerzos, el 19 de septiembre el general Vandegrift pudo establecer una línea continua de defensa alrededor del perímetro de Lunga.

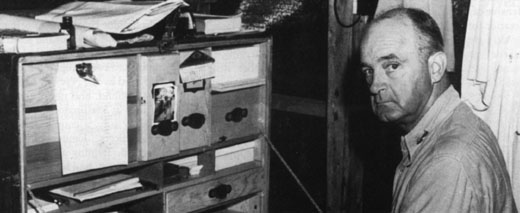
El general Vandegrift en su tienda de mando en Guadalcanal.

Vandegrift estaba al tanto de que aunque las tropas del general Kawaguchi se habían retirado al oeste del río Matanikau, numerosos grupos de japoneses rezagados estaban dispersos por toda la zona comprendida entre el perímetro de Lunga y dicho río, por lo que decidió efectuar una serie operaciones en todo el valle del Matanikau. La primera, llevada a cabo entre el 23 y 27 de septiembre de 1942 por elementos de tres batallones de los marines, fue repelida por tropas comandadas por el coronel Akinosuke Oka. En la segunda operación, del 6 al 9 de octubre, una fuerza más grande de marines cruzó con éxito el río Matanikau y atacó a las fuerzas japonesas, recién desembarcadas, de la 2.ª División de Infantería Sendai que se encontraban bajo el mando de los generales Masao Maruyama y Yumio Nasu, causando un número elevado de bajas al 4.º Regimiento de Infantería. Esta operación obligó a los japoneses a retirarse de sus posiciones al este del Matanikau.
Mientras tanto, el mayor general Millard Harmon, comandante de las fuerzas del Ejército de los Estados Unidos en el Pacífico Sur, convenció al vicealmirante Robert Lee Ghormley, jefe de las fuerzas aliadas en el Pacífico, de que era necesario reforzar a los Marines que se encontraban en Guadalcanal si los aliados querían defender con éxito la isla de la siguiente ofensiva japonesa. El 13 de octubre llegó a la isla un convoy naval con 2837 efectivos del 164.º Regimiento de Infantería, de la 23.ª División de Infantería perteneciente a la Guardia Nacional del Ejército de Dakota del Norte.
Los buques del vicealmirante Mikawa continuaron con la distribución nocturna de hombres y material a Guadalcanal. Entre el 1 y el 17 de octubre los convoyes japoneses desembarcaron 15 000 soldados, incluyendo el resto de la 2.ª División de Infantería y un regimiento de la 38.ª División de Infantería, más artillería, tanques, municiones y provisiones. El 9 de octubre desembarcó en la isla, de uno de estos buques, el general Hyakutake para dirigir personalmente las fuerzas japonesas en la nueva ofensiva. El vicealmirante Mikawa también envió cruceros pesados en varias ocasiones para bombardear el Campo Henderson. En la noche del 11 de octubre, una de estas misiones de bombardeo fue interceptada y derrotada por fuerzas navales estadounidenses en la batalla del cabo Esperanza.

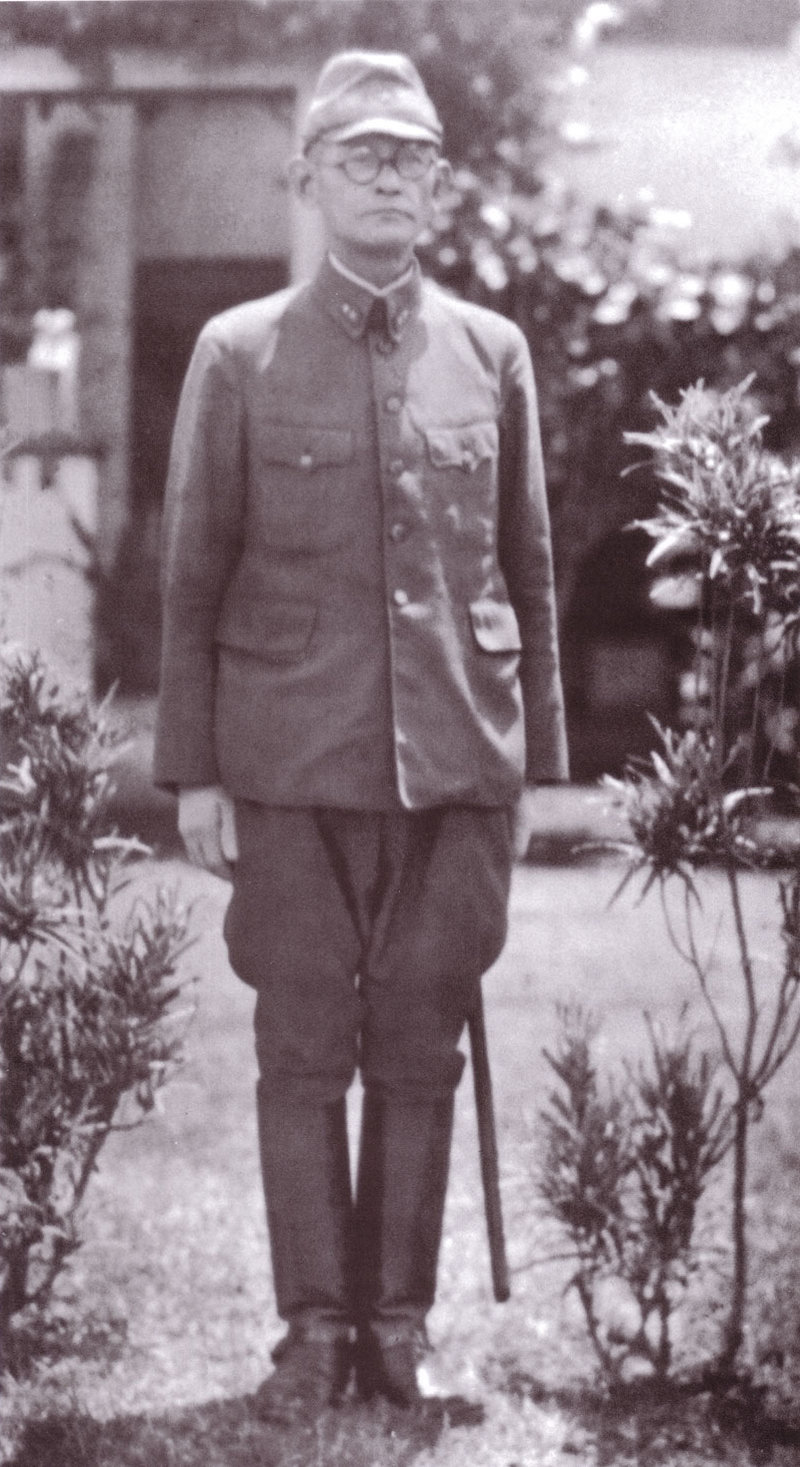
El general Harukichi Hyakutake frente a su cuartel general en Rabaul antes de su despliegue en Guadalcanal.

Con el fin de ayudar a proteger el tránsito de un convoy de suministros a Guadalcanal, que consistía de seis buques de carga más lentos, el comandante de la Flota Combinada Isoroku Yamamoto envió el 13 de octubre una fuerza naval desde Truk, al mando de Takeo Kurita, para bombardear Campo Henderson. La fuerza de Kurita, compuesta por los acorazados Kongo y Haruna, escoltados por un crucero ligero y nueve destructores, se acercó a Guadalcanal y abrió fuego sin oposición sobre Campo Henderson a las 01:33 del 14 de octubre. Durante una hora y 23 minutos, dispararon 973 proyectiles de 14 pulgadas contra el perímetro de Lunga; la mayoría de ellos cayó en una zona de 2000 m² alrededor del aeródromo. El bombardeo destruyó las dos pistas del aeródromo, hizo que ardiera casi todo el combustible de aviación disponible, destruyó 48 de 90 aviones de la CAF y mató a 41 hombres, incluidos seis tripulantes de la CAF.
A pesar de los cuantiosos daños, el personal de Campo Henderson fue capaz de reparar una de las pistas, que sería puesta en funcionamiento pocas horas después del bombardeo. Durante las semanas siguientes, la CAF se recuperó gradualmente, ya que las fuerzas aliadas entregaron más aviones, combustible, tripulaciones y personal a Guadalcanal. Observando las entregas japonesas de tropas y suministros a la isla, las fuerzas estadounidenses esperaban una ofensiva inminente por fuerzas de tierra japonesas, pero no estaban seguros de dónde y cuándo tendría lugar.

### Movimiento de tropas
Debido a la pérdida de sus posiciones en la orilla oriental del río Matanikau, los japoneses determinaron que lanzar un ataque contra las defensas que los estadounidenses mantenían lo largo de la costa sería altamente problemático. El general Hyakutake, después de que su personal hubiera observado las defensas estadounidenses en Punta Lunga, decidió que el principal objetivo de su planeado ataque sería el sur de Campo Henderson. Su 2.ª División (reforzada por un regimiento de la 38.ª División), al mando del teniente general Masao Maruyama y compuesta por 7000 soldados de tres regimientos de infantería, recibió la orden de marchar a través de la selva y atacar las defensas estadounidenses desde el sur, cerca de la orilla oriental del río Lunga. La 2.ª División fue dividida en tres unidades: el ala izquierda al mando del general Yumio Nasu y compuesta por el 29.º Regimiento de Infantería, el ala derecha al mando del general Kiyotake Kawaguchi formada por el 230.º Regimiento de Infantería —de la 38.ª División de Infantería—, y una unidad de reserva dirigida por el general Maruyama y que estaba formada por el 16.º Regimiento de Infantería. La fecha del ataque se fijó para el 22 de octubre. Para distraer a los estadounidenses de los planes del ataque desde el sur, la artillería pesada más cinco batallones de infantería —unos 2900 hombres— del mayor general Tadashi Sumiyoshi atacaron las defensas estadounidenses desde el oeste a lo largo del corredor costero. Los japoneses estimaron que había unos 10 000 soldados estadounidenses en la isla, cuando en realidad había unos 23 000.
En ese momento, el perímetro de Lunga se encontraba defendido por cuatro regimientos compuestos por trece batallones estadounidenses: el 164.º Regimiento de Infantería en el sector más oriental, el 7.º Regimiento de Marines al sur del 164.º Regimiento posicionado en el sector oeste de Edson Ridge, y el 1.er y el 5.º Regimiento de Marines cubrían el sector occidental. Los marines tenían dos batallones defendiendo la desembocadura del río Matanikau, al mando del teniente coronel William J. McKelvy, el 3.er Batallón, 1.er Regimiento y el 3.er Batallón, 7.º Regimiento. Las tropas de McKelvy estaban separadas del perímetro de Lunga por una brecha que fue cubierta por las patrullas.

## Batalla

### Preludio

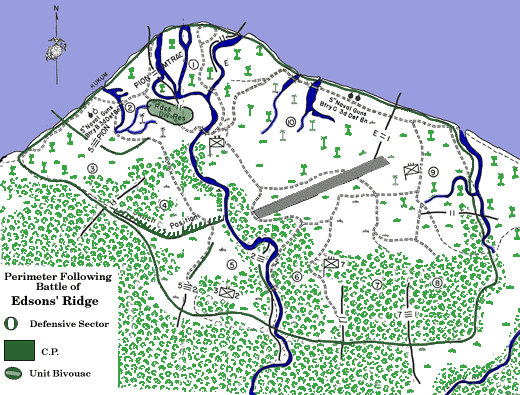
Mapa del perímetro de Lunga tras la batalla de Edson Ridge a finales de septiembre de 1942.

El 12 de octubre, una compañía de ingenieros japoneses empezó a abrir un sendero, llamado Maruyama Road —carretera Maruyama—, desde el río Matanikau hacia el sector sur del perímetro estadounidense de Lunga. El camino recorría unos 24 km de los terrenos más difíciles de Guadalcanal, incluyendo numerosos arroyos, barrancos profundos, crestas empinadas y una selva muy densa. Entre el 16 y el 18 de octubre, la 2.ª División comenzó su marcha a lo largo de la carretera Maruyama, dirigida por la unidad del general Nasu y seguida por las unidades del general Kawaguchi y del general Maruyama. Cada soldado recibió la orden de llevar proyectiles de artillería, además de su mochila y fusil.
El general Maruyama llegó al río Lunga en la madrugada del 20 de octubre. Creyendo que sus tropas se encontraban a 6 km al sur del aeródromo, ordenó a las unidades del flanco derecho e izquierdo avanzar en paralelo y hacia el norte del río Lunga, fijando el momento del ataque a las 18:00 horas del 22 de octubre. Maruyama, sin embargo, estaba equivocado. Él y sus tropas en realidad se hallaban a 13 km al sur del aeródromo. En la noche del 21 de octubre, Maruyama tenía claro que sus unidades no estarían en posición de atacar al día siguiente, por lo que aplazó el ataque al 23 de octubre, y tuvo que reducir a la mitad las raciones de sus hombres para conservar los alimentos. Al caer la noche del 22 de octubre, gran parte de la 2.ª División aún estaba desperdigada a lo largo de la carretera Murayama, pero Maruyama descartó aplazar el ataque.
Durante este tiempo, el general Sumiyoshi ordenó atacar a las fuerzas estadounidenses desde el oeste. El 18 de octubre, se comenzó a bombardear Campo Henderson con 15 obuses de 150 mm. El resto del 4.º Regimiento de Infantería al mando del coronel Nomasu Nakaguma comenzó a reunirse cerca de Punta Cruz (en la costa occidental del río Matanikau). El 19 de octubre el coronel Oka llevó a los 1200 soldados de su 124.º Regimiento de Infantería a través del Matanikau y comenzó a avanzar por la orilla oriental, hacia las colinas al este del río. El 23 de octubre las fuerzas del general Maruyama trataban de alcanzar las posiciones a través de la selva. El general Kawaguchi, a iniciativa propia, empezó a mover su flanco derecho hacia el este, en la creencia de que las defensas estadounidenses eran más débiles en esa área. Maruyama, a través de uno de los oficiales, ordenó a Kawaguchi mantenerse en el plan de ataque original. Cuando se negó, Kawaguchi fue relevado del mando y sustituido por el coronel Toshinari Shoji, comandante del 230.º Regimiento de Infantería. Esa noche, después de saber que sus unidades de los flancos aún estaban tratando de llegar a las líneas estadounidenses, Hyakutake aplazó el ataque hasta las 19:00 horas del 24 de octubre. Los estadounidenses ignoraban la llegada de las fuerzas de Maruyama.
Ese mismo día la 11.ª Flota Aérea japonesa, mandada por Jinichi Lusaka con base en Rabaul y compuesta por 16 Mitsubishi G4M y 28 Mitsubishi A6M Zero, fue enviada a atacar Campo Henderson. Los estadounidenses enviaron 24 Wildcats y 4 P-39 de la CAF a su encuentro, lo cual provocó una de las más grandes batallas aéreas (Dogfight) en Guadalcanal. La 11.ª Flota perdió varios aviones en los combates, pero sus pérdidas reales se desconocen. La CAF perdió un Wildcat, pero el piloto salió ileso.

### Ataque de Nakaguma en el Matanikau
Cuando el general Sumiyoshi fue informado del aplazamiento de la ofensiva el 24 de octubre, no pudo ponerse en contacto con el coronel Nakaguma para comunicarle la demora. Por lo tanto, al atardecer del 23 de octubre, dos batallones del 4.º Regimiento de Infantería y los nueve tanques de la 1.ª Compañía Independiente de Tanques lanzaron un ataque contra las defensas de los marines en la desembocadura del Matanikau.

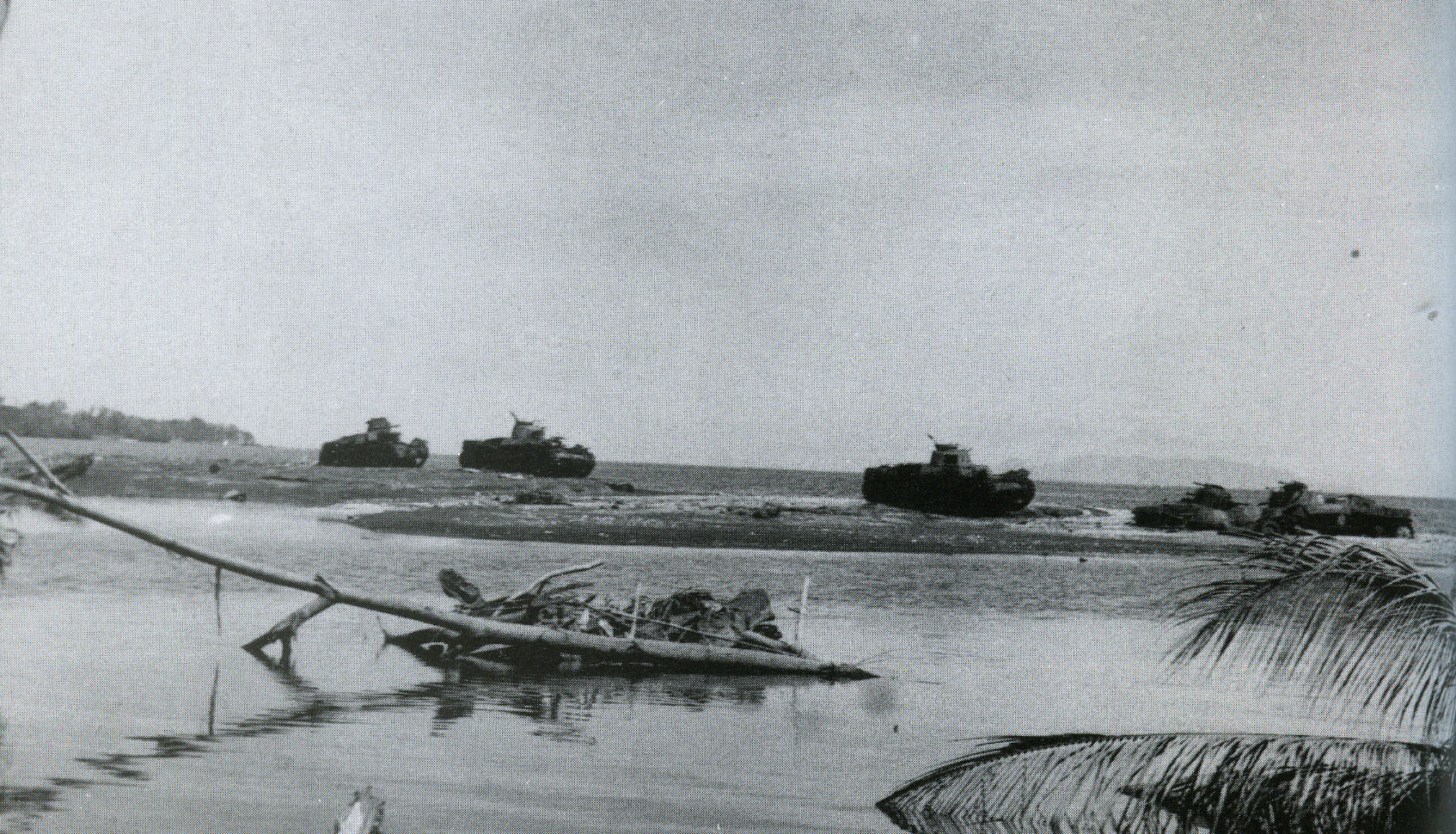
Tanques de la 1.ª Compañía Independiente de Tanques destruidos por la artillería de los Marines, octubre de 1942.

Los tanques de Nakaguma atacaron por pares a través del banco de arena en la desembocadura del Matanikau protegidos por fuego de artillería. Los blindados fueron rápidamente destruidos por los cañones antitanque de 37 mm y por la artillería de los marines. Al mismo tiempo, cuatro batallones de artillería de los marines —que incluían 40 obuses— lanzaron más de 6000 proyectiles en el área comprendida entre Punta Cruz y Matanikau, causando fuertes bajas en los batallones de infantería de Nakaguma cuando trataban de acercarse a las líneas de los marines. El ataque de Nakaguma terminó a las 01:15 horas del 24 de octubre habiendo causado pocas bajas entre los marines.
En parte como respuesta a los ataques de Nakaguma, el 24 de octubre el 2.º Batallón, 7.º Regimiento al mando del teniente coronel Herman H. Hanneken fue desplegado en el Matanikau. Después de que las fuerzas del coronel Oka fueran avistadas acercándose desde el sur a las posiciones de los marines, el batallón de Hanneken fue desplegado en una cresta hacia el sur, formando una extensión continua del flanco interior en forma de herradura en las defensas de los marines. Sin embargo, todavía había una brecha entre el lado izquierdo de Hanneken (este) y el perímetro principal.

### Primer ataque de Maruyama al perímetro
Con la redistribución del batallón de Hanneken, toda la línea de defensa en el lado sur del perímetro al este de río Lunga —unos 2286 m— quedó defendida solamente por los 700 marines del 1.er Batallón, 7.º Regimiento al mando del teniente coronel Chesty Puller. En la tarde del 24 de octubre las patrullas de los marines detectaron a las fuerzas de Maruyama que se estaba acercando, pero ya era demasiado tarde para que los marines pudieran reorganizar sus posiciones.

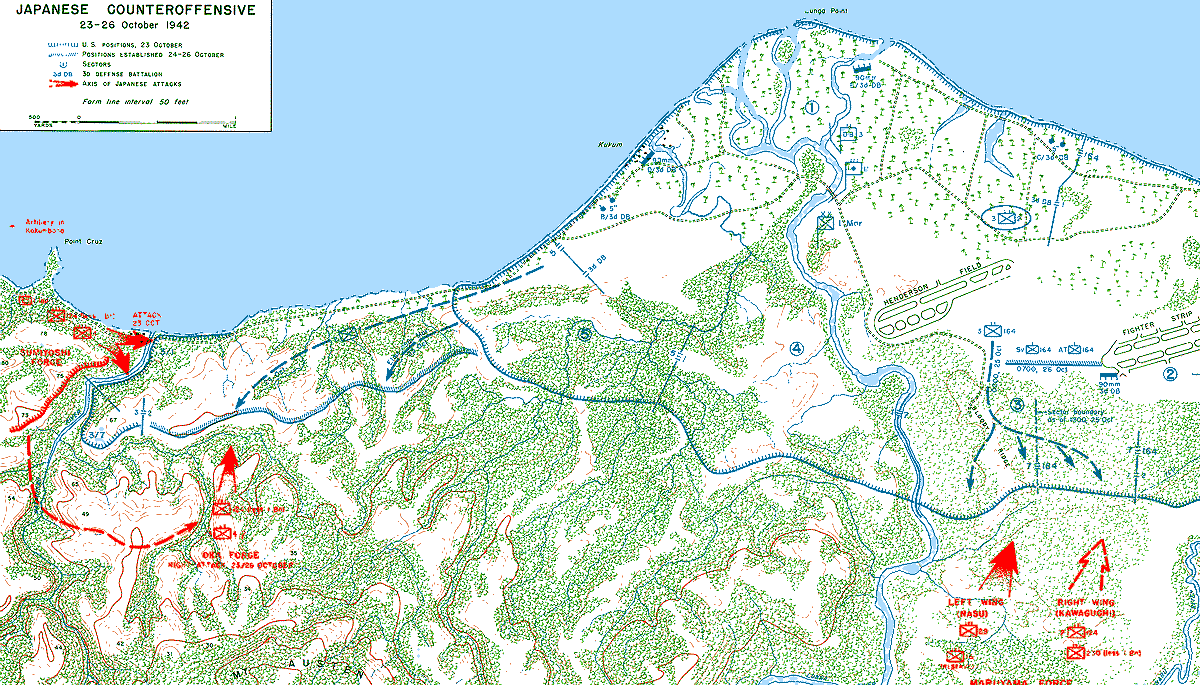
Mapa de la batalla, ofensiva japonesa del 20 al 25 de octubre.

A las 14:00 horas del 24 de octubre, los flancos izquierdo y derecho de Maruyama comenzaron a desplegarse e iniciaron los ataques. Maruyama disponía de poco apoyo de la artillería y de los morteros para su siguiente asalto, ya que habían abandonado la mayoría de sus cañones pesados a lo largo de la Carretera Maruyama. Entre las 16:00 y las 21:00 horas cayó una fuerte lluvia, que hizo más lento el avance y causó el caos en las formaciones japonesas, ya agotadas tras la larga marcha a través de la selva. El flanco derecho de la fuerza de Shoji se movió accidentalmente en paralelo a las líneas de marines, y solo un batallón pudo hacer contacto con las defensas estadounidenses. El 1.er Batallón del 230.º Regimiento de Infantería, al mando de Shoji, tropezó con las líneas del teniente coronel Puller sobre las 22:00 horas y fueron rechazados por los marines. Por razones desconocidas, el personal de Maruyama informó a Hyakutake que los hombres de Shoji habían invadido el Campo Henderson. A las 00:50 horas del 25 de octubre, Hyakutake comunicó a Rabaul: «Poco antes de las 23:00 horas el flanco derecho ha capturado el aeródromo».
En ese momento el flanco izquierdo del general Nasu comenzó a llegar finalmente a las defensas de los marines. A las 00:30 horas del 25 de octubre, la 11.ª Compañía del 3.er Batallón de Nasu, mandada por el capitán Jiro Katsumata, encontró y atacó a la Compañía A del Batallón del teniente coronel Puller. La ofensiva de Katsumata se vio obstaculizada por una densa alambrada delante de las líneas estadounidenses y en gran medida por las ametralladoras, el fuego de artillería y los morteros de los estadounidenses. A las 01:00 horas el fuego de los marines había matado a la mayoría de los soldados de Katsumata.
Al oeste, a las 01:15 horas, la 9.ª Compañía del 3.er Batallón de Nasu cargó directamente contra la Compañía C de Puller. En cinco minutos, una sección de ametralladoras dirigida por el sargento John Basilone mató a casi todos los miembros de la 9.ª Compañía. A las 01:25 horas, las rutas de abastecimiento y los puntos de concentración de las tropas japonesas fueron duramente golpeados por la artillería de los marines, causando numerosas bajas. Al darse cuenta de que un gran ataque japonés estaba en marcha, Puller pidió refuerzos. A las 03:45 horas, el 3.er Batallón, de la 164.ª División de Infantería, al mando del teniente coronel Robert Hall, que se mantenía en reserva, es enviado poco a poco a la línea de defensa. A pesar de la oscuridad y la lluvia intermitente, las tropas de la Guardia Nacional del Ejército fueron desplegadas con éxito en las posiciones antes del amanecer.
Antes del amanecer, el coronel Masajiro Furimiya, comandante de la 29.ª División de Infantería, al mando de dos compañías del 3.er Batallón junto con los oficiales del Cuartel General, fueron capaces de penetrar y llegar a las líneas de defensa de los marines a la 03:00 horas, a pesar del fuego de la artillería de los defensores. La mayoría de las tropas de Furimiya perdieron la vida durante el asalto, pero alrededor de un centenar rompieron las defensas estadounidenses y crearon una profunda bolsa en el centro del sector estadounidense. Después de la salida del sol, el 2.º Batallón de Furimiya se unió al ataque, pero fue rechazado. A las 03:30 horas, Nasu decidió retirar a la mayor parte de los soldados hacia la selva y prepararse para un nuevo ataque que se realizaría esa misma noche.
Durante el 25 de octubre, los hombres de Puller atacaron y eliminaron la bolsa persiguiendo a pequeños grupos de soldados que se habían infiltrado, acabando con más de 100 de ellos. El primer ataque al perímetro defensivo costó la vida a más de 300 soldados de Maruyama. A las 04:30 horas, Hyakutake corrigió el mensaje en el que se había anunciado la captura de Campo Henderson, pero a las 07:00 horas informó que desconocía los resultados del ataque de Maruyama.

### Ataques aéreos y navales

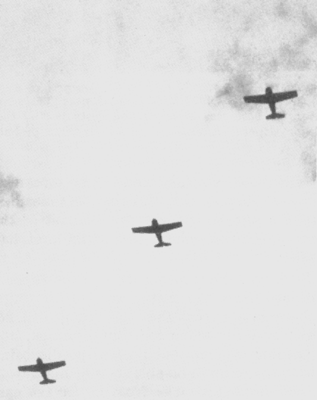
Tres F4F Wildcat de los marines saliendo de Campo Henderson para atacar a las fuerzas japonesas.

La 8.ª Flota japonesa contaba con unidades dispuestas para apoyar los ataques del Ejército en Guadalcanal. Al recibir el primer mensaje de Hyakutake, en el que se informaba de la toma de Campo Henderson, la flota entró en acción. El crucero ligero Sendai y tres destructores patrullaban las aguas occidentales de Guadalcanal para interceptar el paso de cualquier barco aliado que tratara de acercarse a la isla. Una primera formación con tres destructores y una segunda con el crucero ligero Yura y cinco destructores se aproximaron a Guadalcanal para atacar a cualquier barco aliado en la costa norte de la isla o la costa este y proporcionar fuego de apoyo a las fuerzas de Hyakutake.
Las primeras unidades llegaron por primera vez cerca de Punta Lunga a las 10:14 horas, obligando a alejarse a dos destructores estadounidenses, convertidos en dragaminas, el USS Zane (DD-337) y el USS Trever (DD-339), que tenían la misión de entregar el combustible de aviación a Campo Henderson. Minutos después los destructores japoneses avistaron y hundieron el remolcador USS Seminole (AT-65) y el patrullero YP-284, antes de comenzar el bombardeo de las posiciones estadounidenses alrededor de Lunga Point. A las 10:53 horas, uno de los cañones costeros alcanzó al destructor Akatsuki produciéndole daños considerables, y los otros tres destructores japoneses se retiraron bajo el fuego de cuatro cazas Wildcat de la CAF.
La segunda formación que se acercaba a Guadalcanal a través del estrecho Indispensable, fue atacada por cinco bombarderos en picado SBD Dauntless. Sus bombas causaron graves daños al crucero Yura, que tuvo que cambiar el curso para intentar escapar. Durante el todo el día los aviones de la CAF atacaron al Yura en sucesivas oleadas, causándole graves daños, por lo que tuvo que ser abandonado y acabó hundiéndose a las 21:00 horas.
Mientras tanto, los 82 cazabombarderos de la 11.ª Flota Aérea japonesa y de los portaaviones Jun'yō y Hiyō, que atacaron Campo Henderson en seis oleadas durante todo el día, fueron contrarrestados por los aviones de la CAF y los cañones antiaéreos de los marines. Al final del día los japoneses habían perdido once cazabombarderos y dos aviones de reconocimiento junto con la mayoría de las tripulaciones de los aviones derribados. Dos cazas de la CAF fueron destruidos en los combates del día, pero ambos pilotos sobrevivieron. Los ataques aéreos japoneses sólo causaron ligeros daños en la base y en sus defensas. Los marines llamaron a ese día Dugout Sunday (Domingo en el refugio), porque los constantes ataques de los aviones y de la artillería naval japonesa obligaron a la mayoría de los defensores a permanecer en los refugios todo el día.

### Segundo ataque de Maruyama
A lo largo del día 25 de octubre los estadounidenses redistribuyeron y mejoraron sus defensas, ya que preveían un ataque japonés esa misma noche. En el oeste, los marines de Hanneken y el 5.º Regimiento de Marines cerraron la brecha que había entre ellos. A lo largo del perímetro sur, las tropas de Puller y las de Hall se reposicionaron. Los hombres de Puller fortificaron 1280 m del sector occidental y los soldados del 164.º Regimiento se posicionaron a lo largo de 1006 m en el sector oriental. La división reservó al 3.er Batallón, 2.º Regimiento, que se colocó directamente detrás de las posiciones de Hull y de Puller.
Maruyama empleó sus fuerzas de reserva, el 16.º Regimiento de Infantería, una unidad de Nasu. Desde las 20:00 horas del 25 de octubre y hasta altas horas de la mañana del 26 de octubre, el 16.º Regimiento y lo que quedaba de otras unidades de Nasu llevaron a cabo numerosos ataques, aunque ninguno de ellos tuvo éxito. El fuego de las ametralladoras, de los morteros y de la artillería de los marines causó muchas bajas entre las tropas de Nasu. El coronel Toshiro Hiroyasu, comandante del 16.º Regimiento, la mayoría de su personal, así como cuatro comandantes de batallón japoneses murieron en los ataques. El general Nasu también fue alcanzado por el fuego de los marines, que le produjo una serie de heridas de las que no se pudo recuperar, falleciendo pocas horas después. Algunos pequeños grupos de soldados japoneses rompieron las defensas estadounidenses, pero todos fueron abatidos. Las unidades del flanco derecho de Shoji no participaron en los ataques, ya que permanecieron en su lugar para cubrir el flanco derecho de Nasu contra un posible ataque en esa zona por las fuerzas estadounidenses, un ataque que nunca se materializó.

### El ataque de Oka

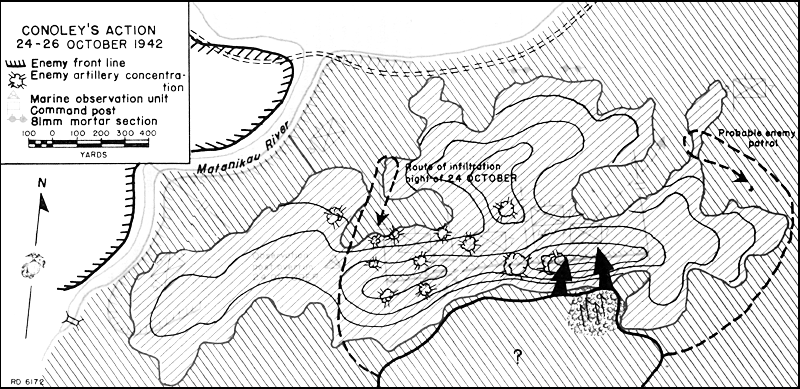
Mapa de los ataques de Oka a la cresta.

A las 03:00 horas del 26 de octubre la unidad de Oka finalmente llegó y atacó las defensas de los marines cerca de Matanikau en una cresta en forma de silla y dispuesta de este a oeste, que se encontraba defendida por el batallón de Hanneken. Los japoneses concentraron su asalto en el flanco izquierdo, que estaba defendido por la Compañía F. Una sección de ametralladoras de dicha Compañía, mandada por Mitchell Paige, mató a muchos de los atacantes, pero la mayoría de las bajas japonesas se produjeron por el fuego de la artillería de los marines.
A las 05:00 horas, el 3.er Batallón de Oka logró escalar la empinada cuesta de la loma y empujó a los supervivientes de la Compañía F fuera de la cresta. En respuesta a la captura japonesa de parte de la cordillera, el mayor Odell M. Conoley, oficial ejecutivo del batallón de Hanneken, reunió rápidamente soldados para lanzar un contraataque, una unidad de 17 hombres formada por especialistas en comunicación, enlaces, un cocinero y un músico. A ellos se les sumaron elementos de las Compañías G y C y supervivientes de la F, y atacaron a los japoneses antes de que estos pudieran consolidar sus posiciones en la cima de la cresta. A las 06:00 horas, Conoley y sus tropas habían expulsado a los japoneses de lo alto de la cresta, poniendo fin al ataque de Oka. Los marines contabilizaron 98 cadáveres de soldados japoneses en la cresta y 200 más en una garganta frente a la misma. La unidad de Hanneken sufrió 14 muertos y 32 heridos.

## Consecuencias

### Retirada
A las 08:00 horas del 26 de octubre, Hyakutake anuló cualquier nuevo ataque y ordenó la retirada de sus fuerzas. Los hombres de Maruyama recuperaron algunos de los heridos cerca de las líneas estadounidenses en la noche del 26 al 27 de octubre y comenzaron a retroceder hacia el interior de la selva. Los estadounidenses recuperaron y enterraron o incineraron los restos de 1500 de los hombres de Maruyama caídos frente a sus líneas.
John E. Stannard, un soldado estadounidense que se encontraba presente, describió la escena después de la batalla: «La carnicería en el campo de batalla era una visión que tal vez sólo el soldado que había participado en el combate cuerpo a cuerpo puede comprender plenamente y observarla sin un solo sentimiento de horror». Un soldado, caminando entre los cuerpos de los enemigos, dijo a un compañero:

Dios mío, qué espectáculo. Hay japoneses muertos dispersados desde la cresta hasta el borde de la selva, cerca de un kilómetro.

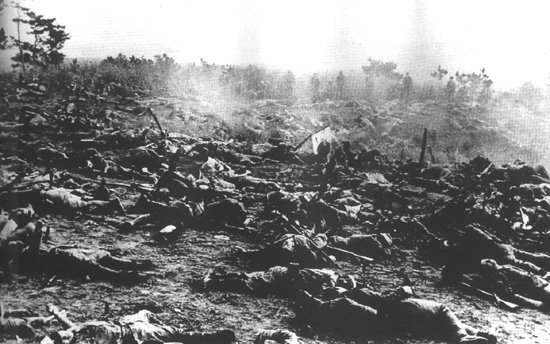
Los cuerpos de los soldados japoneses, del 16.º y 29.º Regimiento, después de los ataques del 25 al 26 de octubre.

Los supervivientes del flanco izquierdo de Maruyama recibieron órdenes de retirarse a la zona al oeste del río Matanikau, y el flanco derecho de Shoji a Punta Koli, al este del perímetro de Lunga. Los soldados de Maruyama, que se habían quedado sin alimentos durante varios días antes, iniciaron la retirada el 27 de octubre. Durante el repliegue, muchos de los japoneses heridos sucumbieron a las heridas y fueron enterrados a lo largo de la Carretera Maruyama. Uno de los hombres de Maruyama, el teniente Keijiro Minegishi, anotó en su diario:

Nunca soñé con retirarme por el mismo camino de la selva montañosa que cruzamos con tanto entusiasmo ... no hemos comido en los últimos tres días e incluso caminar es difícil. Mi cuerpo empezó a tambalearse negándose a continuar. Tengo que descansar cada dos metros.

Las primeras unidades de la 2.ª División llegaron al cuartel general del 17.º Ejército, en Kokumbona, al oeste del Matanikau el 4 de noviembre. El mismo día, una unidad de Shoji alcanzó Punta Koli y acampó. La 2.ª División, que se encontraba muy diezmada a causa de los muertos y heridos en combate, la desnutrición y las enfermedades tropicales, no volvió a entrar en acciones ofensivas y sirvió como una fuerza defensiva el resto de la campaña. Unos días más tarde, las tropas estadounidenses consiguieron expulsar a los soldados del coronel Shoji de Punta Koli. De los 3000 soldados del coronel Shoji, sólo 700 lograron llegar a Komunbuna.

### Batalla de las Islas Santa Cruz
Al mismo tiempo que las tropas del teniente general Hyakutake estaban atacando el perímetro de Lunga, los portaaviones japonesas y otros buques de guerra, bajo la dirección del almirante Isoroku Yamamoto, se trasladaron hacia una posición cerca del sur de las Islas Salomón. Desde esta posición, las fuerzas navales japonesas esperaban una participación decisiva y destruir cualquier buque aliado, especialmente los portaaviones. Las fuerzas navales aliadas, ahora comandadas por el vicealmirante William F. Halsey, que había sustituido al vicealmirante Ghormley, también esperaban enfrentarse a los buques japoneses.
Las dos fuerzas se enfrentaron en la mañana del 26 de octubre, en lo que se conoció como la batalla de las Islas Santa Cruz. Tras un intercambio de ataques aéreos, los buques aliados se vieron obligados a retirarse de la batalla con la pérdida de un portaaviones hundido y otro gravemente dañado. Los portaaviones japoneses también tuvieron que retirarse por la pérdida de muchos aviones y sus pilotos y por los daños significativos en ambos buques. A pesar de una aparente victoria táctica para los japoneses, en términos de barcos hundidos y dañados, la pérdida de muchas de sus veteranas e insustituibles tripulaciones, obligó a los japoneses a cambiar la estrategia. Por otra parte, las bajas de los aviadores estadounidenses fueron relativamente pocas.

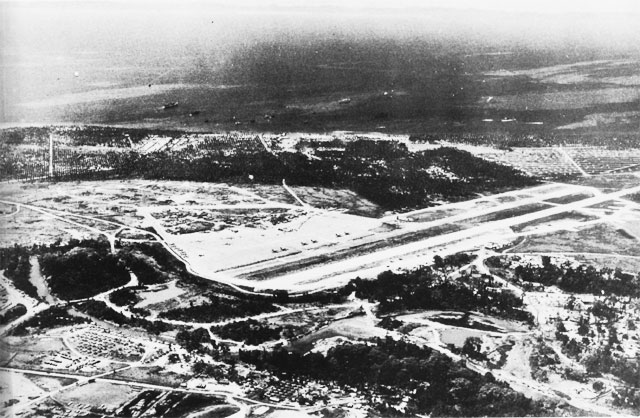
El Campo Henderson en agosto de 1944.

### Acontecimientos posteriores
Aunque el ataque del ejército japonés en el perímetro aliado de Lunga fue repelido en esta batalla, los japoneses decidieron proseguir los esfuerzos por Guadalcanal. El ejército movilizó el resto de la 38.ª División junto con la 51.ª División de Infantería para intentar una ofensiva mayor contra el Campo Henderson en noviembre de 1942.
Los japoneses de nuevo planeaban bombardear Campo Henderson con los acorazados, con el fin de que un convoy de barcos de transporte pudiera desembarcar las tropas de la 38.ª División y su equipo pesado. A diferencia de lo ocurrido el 14 de octubre, esta vez la armada estadounidense sí que se apostó para interceptar los barcos que el vicealmirante Yamamoto envió desde Truk para bombardear el aeródromo. Durante la consiguiente batalla naval de Guadalcanal, las fuerzas navales aliadas interceptaron por dos veces los intentos de los japoneses por bombardear Campo Henderson y casi destruyeron por completo el convoy que transportaba a la 38.ª División. Después de este fracaso, los comandantes japoneses finalmente reconocieron la derrota en la batalla por Guadalcanal y evacuaron la mayor parte de sus tropas supervivientes en la primera semana de febrero de 1943. Sobre la base de su éxito en Guadalcanal y en otros lugares, los Aliados continuaron su campaña contra el Imperio del Japón, que culminó con la derrota total y el final de la Segunda Guerra Mundial.

## Lectura adicional
- Brady, James (2010). Hero of the Pacific: The Life of Marine Legend John Basilone (en inglés). Wiley. ISBN 978-0-470-37941-7.
- Proser, Jim; Jerry Cutter (2004). I'm Staying with My Boys..." The Heroic Life of Sgt. John Basilone, USMC (en inglés). Lightbearer Communications Company. ISBN 0-9755461-0-4.
- Twining, Merrill B. (1996). No Bended Knee: The Battle for Guadalcanal (en inglés). Novato, CA, EE. UU.: Presidio Press. ISBN 0-89141-826-1.
- Walker, Charles H. (2004). Combat Officer: A Memoir of War in the South Pacific (en inglés). Nueva York: Presidio Press. ISBN 0-345-46385-4.